# Stychoparmena spinipennis
Stychoparmena spinipennis là một loài bọ cánh cứng trong họ Cerambycidae.